# Norbert Petschel
Norbert Petschel (Viena, 25 de abril de 1961) es un deportista austríaco que compitió en vela en la clase Tornado.
Ganó tres medallas en el Campeonato Europeo de Tornado entre los años 1984 y 1988. Participó en dos Juegos Olímpicos de Verano, en los años 1984 y 1988, ocupando el cuarto lugar en Seúl 1988, en la clase Tornado.

## Palmarés internacional
| \| Campeonato Europeo \| Campeonato Europeo \| Campeonato Europeo \| Campeonato Europeo \| \| Año \| Lugar \| Medalla \| Clase \| \| ------------------ \| ------------------------ \| ------------------ \| ------------------ \| \| 1984 \| Medemblik (Países Bajos) \| Medalla de bronce \| Tornado \| \| 1987 \| Abersoch (Reino Unido) \| Medalla de oro \| Tornado \| \| 1988 \| Laredo (España) \| Medalla de bronce \| Tornado \| |                          |                   |         |
| Campeonato Europeo |                          |                   |         |
| Año | Lugar                    | Medalla           | Clase   |
| 1984 | Medemblik (Países Bajos) | Medalla de bronce | Tornado |
| 1987 | Abersoch (Reino Unido)   | Medalla de oro    | Tornado |
| 1988 | Laredo (España)          | Medalla de bronce | Tornado |